# UPA-Zachód
UPA-Zachód – jeden z trzech głównych okręgów wojskowych (HWO) Ukraińskiej Powstańczej Armii, działający od lipca 1944 do 1948 roku. 
W jego skład wchodziły: Galicja Wschodnia, Bukowina i Zakarpacie, w latach 1943–1944 dzielił się na 8 wydzielonych okręgów wojskowych (Wijskowyj Okruh): 
- I WO Baszta
- II WO Buh
- III WO Łysonia
- IV WO Howerlia
- V WO Makiwka
- VI WO Sian
- VII WO Suczawa
- VIII WO Sribna

W jej skład weszła między innymi część Bukowińskiej Ukraińskiej Armii Samoobrony oraz Ukraińska Narodowa Samoobrona. W 1943 roku krajowym dowódcą okręgu był Ołeksandr Łućkyj „Andrijenko”, a w latach 1944–1947 płk Wasyl Sydor „Szełest”. Szefem sztabu był kpt W. Chmel.
W 1945 dokonano reorganizacji struktury, zmniejszając liczbę okręgów do 4: 
- I WO Baszta przyłączono do II WO Buh
- V WO Makiwka, VII WO Suczawa i VIII WO Sribna przyłączono do IV WO Howerlia
- III WO Łysonia i VI WO Sian pozostały bez zmian.

Jedynie w UPA-Zachód występował podział okręgów (WO) na Odcinki Taktyczne (TW).